# Esjau
Esjau (en francès Eyjeaux) és un municipi francès situat al departament de l'Alta Viena i a la regió de la Nova Aquitània.

## Demografia
| 1962                                       | 1968 | 1975 | 1982 | 1990 | 1999 | 2006  | 2007  | 2008  |
| ------------------------------------------ | ---- | ---- | ---- | ---- | ---- | ----- | ----- | ----- |
| 566                                        | 587  | 656  | 768  | 828  | 886  | 1.161 | 1.191 | 1.193 |
| Des de 1962: població sense dobles comptes |      |      |      |      |      |       |       |       |

## Administració
| Període | Identitat       | Partit |
| ------- | --------------- | ------ |
| 2001-   | Gérard Picherit |        |